# درآمد هست آنه مخارج یک روپیه
درآمد هست آنه مخارج یک روپیه (به هندی: Aamdani Atthanni Kharcha Rupaiya) فیلمی محصول سال ۲۰۰۱ و به کارگردانی کی. راگاوندرا رائو است. در این فیلم بازیگرانی همچون گوویندا، تابو، جوهی چاولا، وینی آناند، جانی لور، ایشا کوپیکار، کتکی داو، مینک برار، شاکتی کاپور، آسرانی، رانجیت، تیکو تالسانیا ایفای نقش کرده‌اند.